# Klinikum München Perlach

Aktuelles Logo

Logo von 2005 bis 2014

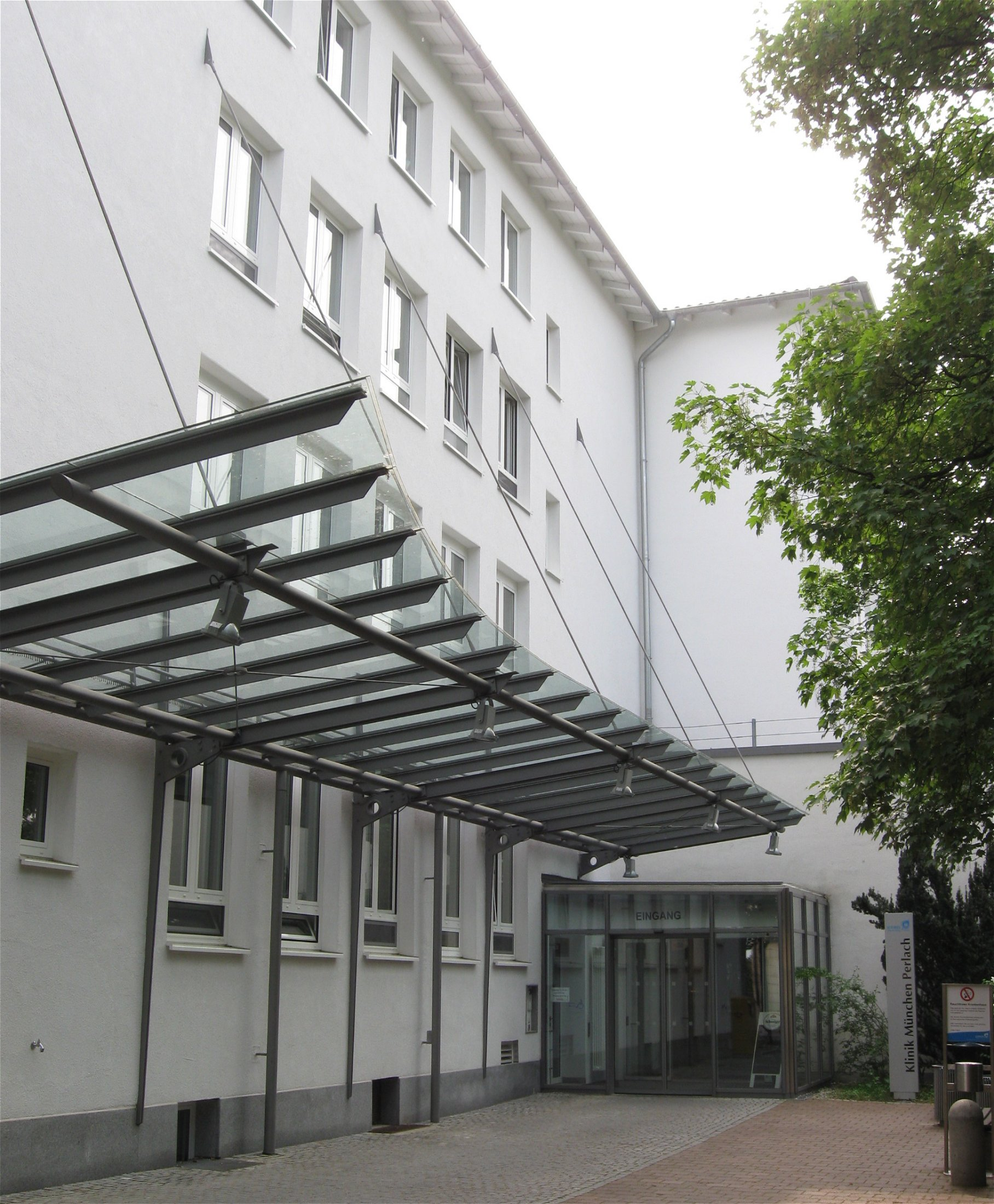
Haupteingang

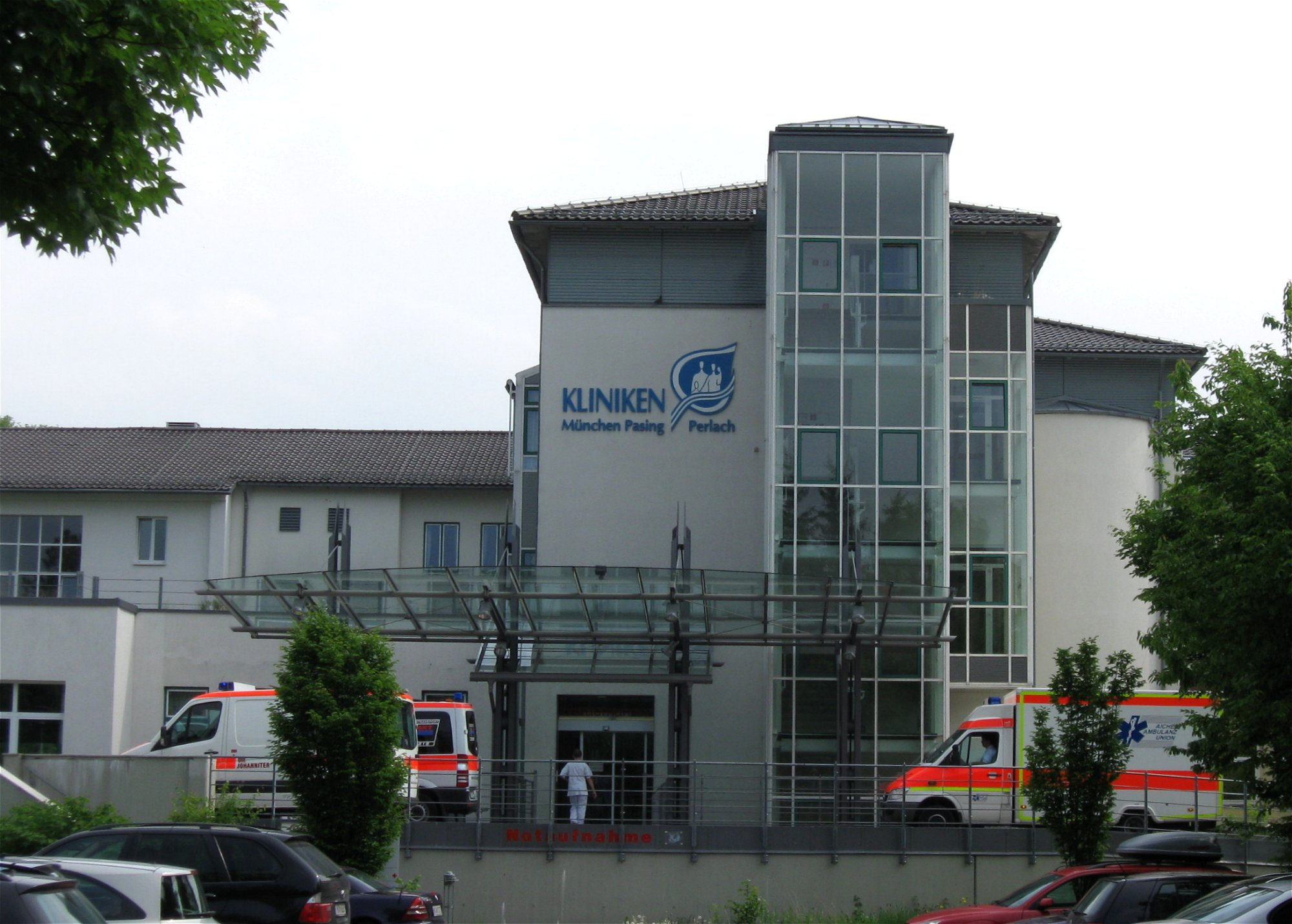
Notaufnahme

Die HELIOS Klinik München Perlach ist ein privat geführtes Krankenhaus der I. Versorgungsstufe im Münchner Stadtteil Perlach.

## Geschichte

### Bis 1945
Im Jahre 1880 stiftete der Geistliche Rat Pfanzelt in Perlach ein altes Jagdschlösschen als Asyl (damals ein Heim für hilfsbedürftige Menschen, die sich dort auf Lebenszeit einkaufen konnten).
Sechs Jahre später wurde daneben ein Distriktkrankenhaus für circa 35 Patienten gebaut. Nach dem ersten Krankenhausarzt Dr. Benno Schmidbauer wurde die Straße benannt, in der sich die Klinik befindet. Die Schwesternschaft der armen Franziskanerinnen aus Mallersdorf übernahm den kompletten Betrieb des Krankenhauses.
1902 wurde durch einen Erweiterungsbau die Bettenzahl der Klinik mehr als verdoppelt. Nachdem eine polnische Arbeiterin an den Pocken erkrankte, wurde 1907 ein Isolierhaus zur Behandlung ansteckender Krankheiten errichtet. 1939 übernahm der Landkreis München die Trägerschaft. Die Klinik wurde in Kreiskrankenhaus München-Perlach umbenannt.

### Ab 1945
1947 wurde das Asyl dem Krankenhaus angegliedert. Durch einen Erweiterungsbau und verschiedene Umbauten in den Jahren 1952 bis 1954 stieg die Zahl der Betten auf 240. Aus Nachwuchsmangel musste der Orden der Armen Franziskanerinnen sich 1964 aus dem Krankenhausbetrieb zurückziehen. Von 1966 bis 1968 kamen weitere Umbauten und Erweiterungen hinzu. Zusätzlich wurden 1987 zwei Operationssäle gebaut. 1994 wurden das Perlacher Kreiskrankenhaus und die Kreisklinik München Pasing in den Eigenbetrieb Kreiskliniken des Landkreises München umgewandelt. In den folgenden Jahren (1995–2004) wurden umfangreiche Sanierungsmaßnahmen durchgeführt.
2005 wurden das Klinikum München Perlach vom Landkreis München an die Rhön-Klinikum AG verkauft. Zusammen mit dem Klinikum München Pasing firmiert es als Kliniken München Pasing und Perlach GmbH.
Im Rahmen des erneuten Verkaufs 2013 und der Integration in die HELIOS Kliniken Gruppe änderte sich auch der Name beider Kliniken (seit Juli 2014): Die Klinik München Perlach wurde zur HELIOS Klinik München Perlach; das Klinikum München Pasing zum HELIOS Klinikum München West.

## Zahlen, Daten, Fakten
- 170 Betten
- Vier Fachabteilungen: Anästhesie, Chirurgie, Handchirurgie, Medizinische Klinik (Innere Medizin) und  Intensivstation
- Behandlungen pro Jahr: circa 6.000 stationäre Patienten, circa 10.000 ambulante Patienten
- 4 Operationssäle mit circa 2000 Operationen/Jahr
- 370 Beschäftigte (Ärzte, Pflegepersonal, Servicepersonal, Verwaltung)